# Juan de los muertos
Juan de los Muertos és un llargmetratge de ficció de producció hispà-cubana. És el primer film cubà de zombis. Comèdia de terror dirigida per Alejandro Brugués l'any 2011. Coproduït per La Zanfoña Producciones (Espanya), Producciones de la 5.ª Avenida (Cuba), amb la participació de l'ICAIC, Canal Sur i Televisión Española.

## Sinopsi
Juan (Alexis Díaz de Villegas) té quaranta anys, i ha viscut a Cuba sense fer absolutament res. Aquesta és la seva manera de vida, i està disposat a defensar-la a qualsevol preu, acompanyat del seu soci i companyó, Lázaro (Jorge Molina), que és igual de mandrós però el doble de ximple. L'únic vincle emocional de Juan és amb la seva filla Camila (Andrea Duro), una jove i bella noia que no vol saber res del seu pare perquè l'única cosa que fa és ficar-se en problemes.
De sobte comencen a succeir una sèrie d'estranys esdeveniments: la gent es torna violenta i s'ataquen els uns als altres. Després d'alguns dubtes, Juan arriba a la conclusió que es tracta de zombis i decideix que la millor manera d'enfrontar-se a la situació és prosperar amb ella i comença un negoci amb l'eslògan: 'Juan de los Muertos: Matem als seus sers estimats'.

## Fitxa tècnica ampliada
- Guió: Alejandro Brugués
- Direcció: Alejandro Brugués
- Direcció de Producció: Alejandro G. Tovar i Laura Alvea
- Direcció de Fotografia: Carles Gussi
- Muntatge o Edició: Mercedes Cantero
- Música Original: Sergio Valdés
- Dirección d'Art: Derubín Jácome
- Escenògraf: Humberto Rosales
- Disseny de Vestuari: Esther Vaquero
- Producció Executiva: Gervasio Iglesias, Inti Herrera i Claudia Calviño
- So: Daniel de Zayas
- Supervisió d'Efectes Especials: Juan Carlos Sánchez
- Efectos de Maquillatge: Cristian Pérez Jauregui & Marco Hernández.
- Maquillatge: Catalina Montero
- Direcció de Càsting: Líbia Batista
- Assistent d'Adreça: Olga Sánchez
- Jefa de Producció: Vanesa Portieles

## Repartiment
- Alexis Díaz de Villegas (Juan)
- Eliécer Ramírez (El Primo)
- Andros Perugorría (Vladi California)
- Jorge Molina (Lázaro)
- Jazz Vilá (La China)
- Andrea Duro (Camila)
- Antonio Dechent (Pastor protestant Jones)
- Blanca Rosa Blanco (Sara)
- Susana Pous (Lucía)

## Estrena
La pel·lícula es va projectar per primera vegada al Festival Internacional de Cinema de Toronto. Focus Features va estrenar la pel·lícula el 14 d'agost a través d'iVOD i VOD, juntament amb DVD i disc Blu-ray.

## Recepció
Total Film va donar a la pel·lícula tres estrelles de cinc, destacant el "to desconcertant de la pel·lícula que brillava inquietament amb els herois sovint poc diferenciables", però va elogiar el seu context polític, afirmant que la pel·lícula "ressuscita els subtexts polítics del gènere amb jibes en un país on els zombis són destituïts com a 'dissidents' i el transport públic continua funcionant, no importa què sigui."
A març de 2020, la pel·lícula tenia un 81% a Rotten Tomatoes basat en 21 ressenyes. El consens de la crítica del lloc diu que "Omplit de bufandes salpicades salvatges", "Juan de los muertos", també utilitza hàbilment la seva premissa zombi com un cavall de Troia no mort per a comentaris polítics perspicaços."

## Premis
- Segon Premi del Públic (Runner Up). Festival de Cinema Fantàstic (Fantastic Fest) Austin, Estats Units. Setembre, 2011.
- Premi Fanomenon Audience Award al Festival Internacional de Cinema de Leeds a Anglaterra[6]
- Premi a la Millor pel·lícula estrangera de parla hispana als Premis Goya 2013.[7]
- Premi Copa Airlines del Públic a la Millor Pel·lícula del Festival Internacional de Cinema de Panamà (IFF Panama) a l'abril de 2012.